# Third
Third ist das dritte Studioalbum der britischen Trip-Hop-Band Portishead. Es erschien elf Jahre nach dem vorherigen Album Portishead des Trios.

## Titelliste
Bis auf die gekennzeichneten Ausnahmen stammen alle Songs aus der Feder von Beth Gibbons, Adrian Utley und Geoff Barrow.
1. Silence – 4:58
2. Hunter – 3:56
3. Nylon Smile – 3:16
4. The Rip – 4:29
5. Plastic – 3:27
6. We Carry On – 6:27
7. Deep Water – 1:31
8. Machine Gun (Barrow/Gibbons) – 4:43
9. Small – 6:45
10. Magic Doors (Barrow/Gibbons/John Baggot) – 3:32
11. Threads – 5:45

## Rezensionen
Das Album wurde von den Kritikern hochgelobt. So vergab Allmusic viereinhalb von fünf Punkten. Bei Pitchfork Media erhielt das Album 8,8 von 10 Punkten und bei laut.de vier von fünf. The Guardian vergab sogar die Höchstnote und lobt es mit den Worten:

„[…] its muscular synthesisers, drum breaks and abrupt endings keeping the tension high. But after several listens, Third's majesty unfurls.“

Das Album wurde von den Kritikern des deutschsprachigen Rolling Stone und der Zeitschrift Visions jeweils zum Album des Jahres 2008 gewählt, der Musikexpress setzte es auf Platz 2 und im Magazin Spex kam es auf Platz 7.

## Coverversionen
The Rip wurde von Radiohead gecovert und auf der offiziellen Website von Radiohead veröffentlicht. Radiohead äußerten sich auch ansonsten sehr positiv zu Third und bezeichneten es als bislang bestes Album der Band.

## Albumcover
Das gesamte Artwork ist in Azurblau gehalten. Auf dem Cover sind – etwas rechts der Mitte, sich überlagernd, groß und schlicht – ein P (für Portishead) und eine 3 (Third engl. für das Dritte [Album der Band]) dargestellt.